# 全国高等学校野球選手権茨城大会
全国高等学校野球選手権茨城大会（ぜんこくこうとうがっこうやきゅうせんしゅけんいばらきたいかい）は、茨城県高等学校野球連盟が主催する全国高等学校野球選手権大会の茨城県の地方大会。

## 使用される球場
- 水戸市民球場（ノーブルホームスタジアム水戸）
- ひたちなか市民球場（2011・2012年は使用せず）
- 日立市民球場（2024・2025年は使用せず）
- 土浦市営球場（2016年は使用せず）
- 笠間市民球場

### 過去に使用されていた球場
- 堀原運動公園野球場（2020年まで、2011・2012年は使用せず）
- 常陸大宮市民球場（2012年使用）

2011年は東日本大震災の影響を受け4球場（水戸市民・土浦市営・日立市民・笠間市民）での開催に変更された。

## 歴史
茨城県勢は1916年の第2回大会から参加。1924年の第10回大会は不参加。1930年の第16回大会から県予選を導入し、年によって県予選上位4校、上位2校、勝者（1校）が地方大会へ進出した。県レベルの大会にとどまった1941年の第27回大会および一府県一代表が認められた1958年の第40回大会、1963年の第45回大会、1968年の第50回大会を除いて、1972年の第54回大会まで他県勢と代表の座を懸けて戦った。
茨城県勢では1984年の第66回大会で取手二が、2003年の第85回記念大会で常総学院がそれぞれ全国制覇を果たしている。
| 年度                                | 参加県                       |
| ----------------------------------- | ---------------------------- |
| 関東大会                            |                              |
| 1916年（第2回） - 1917年（第3回）   | 茨城・東京・神奈川           |
| 1918年（第4回） - 1919年（第5回）   | 茨城・栃木・千葉             |
| 1920年（第6回）                     | 茨城・栃木・群馬・千葉       |
| 1921年（第7回） - 1923年（第9回）   | 茨城・栃木・群馬・埼玉・千葉 |
| 1925年（第11回）                    | 茨城・栃木・群馬・千葉       |
| 南関東大会                          |                              |
| 1926年（第12回） - 1935年（第21回） | 茨城・千葉                   |
| 北関東大会                          |                              |
| 1936年（第22回） - 1957年（第39回） | 茨城・栃木・群馬             |
| 東関東大会                          |                              |
| 1959年（第41回） - 1972年（第54回） | 茨城・千葉                   |

継続試合について
第104回本大会以降、雨天時続行不可能の場合のみ継続試合が適用されているが、第105回記念大会からこの大会を含む48地方大会で導入された。

## 歴代代表校
| 年度                  | 県勢参加 | 代表校（出場回数）        | 決勝スコア         | 準優勝校   | 全国大会      |
| --------------------- | -------- | ------------------------- | ------------------ | ---------- | ------------- |
| 関東大会              |          |                           |                    |            |               |
| 1916年（第2回大会）   | 1校      | 慶應普通部（東京）        | 13-9               | 早稲田実   | -             |
| 1917年（第3回大会）   | 3校      | 慶應普通部（東京）        | 2-0                | 横浜商     | -             |
| 1918年（第4回大会）   | 3校      | 竜ヶ崎中（初出場）        | 6-2                | 千葉師範   | （中止）      |
| 1919年（第5回大会）   | 3校      | 竜ヶ崎中（2年連続2回目）  | 11-3               | 茨城商     | 1回戦         |
| 1920年（第6回大会）   | 4校      | 竜ヶ崎中（3年連続3回目）  | 7-1                | 前橋中     | 1回戦         |
| 1921年（第7回大会）   | 5校      | 竜ヶ崎中（4年連続4回目）  | 10-1               | 茨城商     | 2回戦（初戦） |
| 1922年（第8回大会）   | 5校      | 竜ヶ崎中（5年連続5回目）  | 8x-7               | 大田原中   | 1回戦         |
| 1923年（第9回大会）   | 1校      | 宇都宮商（栃木）          | 7-5                | 千葉中     | -             |
| 1924年（第10回大会）  | なし     | 宇都宮中（栃木）          | 4x-3 （延長11回）  | 前橋中     | -             |
| 1925年（第11回大会）  | 8校      | 前橋中（群馬）            | 13-3               | 茨城商     | -             |
| 南関東大会            |          |                           |                    |            |               |
| 1926年（第12回大会）  | 4校      | 千葉師範（千葉）          | 8-7                | 水戸中     | -             |
| 1927年（第13回大会）  | 6校      | 茨城商（初出場）          | 7-3                | 千葉中     | 1回戦         |
| 1928年（第14回大会）  | 6校      | 関東中（千葉）            | 3-2                | 竜ヶ崎中   | -             |
| 1929年（第15回大会）  | 8校      | 水戸中（初出場）          | 4-2                | 千葉師範   | 2回戦（初戦） |
| 1930年（第16回大会）  | 13校     | 水戸中（2年連続2回目）    | 7-4                | 茨城工     | 2回戦（初戦） |
| 1931年（第17回大会）  | 15校     | 千葉中（千葉）            | 9-8                | 茨城工     | -             |
| 1932年（第18回大会）  | 15校     | 千葉中（千葉）            | 5-3                | 茨城工     | -             |
| 1933年（第19回大会）  | 14校     | 水戸商（7年ぶり2回目）    | 3-2                | 銚子商     | 2回戦         |
| 1934年（第20回大会）  | 16校     | 関東中（千葉）            | 17-4               | 銚子商     | -             |
| 1935年（第21回大会）  | 15校     | 千葉中（千葉）            | 5x-4               | 茨城工     | -             |
| 北関東大会            |          |                           |                    |            |               |
| 1936年（第22回大会）  | 13校     | 桐生中（群馬）            | 10-1               | 高崎中     | -             |
| 1937年（第23回大会）  | 12校     | 高崎商（群馬）            | 2-0                | 栃木商     | -             |
| 1938年（第24回大会）  | 12校     | 高崎商（群馬）            | 7-3                | 茨城工     | -             |
| 1939年（第25回大会）  | 11校     | 桐生中（群馬）            | 11-1               | 桐生工     | -             |
| 1940年（第26回大会）  | 11校     | 高崎商（群馬）            | 1-0                | 足利工     | -             |
| 1941年（第27回大会）  | 9校      | 水戸商（出場なし）        | 1-0                | 茨城工     | （中止）      |
| 1946年（第28回大会）  | 17校     | 桐生工（群馬）            | 5-2                | 桐生中     | -             |
| 1947年（第29回大会）  | 27校     | 桐生中（群馬）            | 5-0                | 鹿沼農商   | -             |
| 1948年（第30回大会）  | 27校     | 前橋（群馬）              | 4-1                | 水戸商     | -             |
| 1949年（第31回大会）  | 31校     | 水戸商（16年ぶり3回目）   | 2-1                | 桐生工     | 2回戦         |
| 1950年（第32回大会）  | 37校     | 宇都宮工（栃木）          | 3-0                | 水戸一     | -             |
| 1951年（第33回大会）  | 31校     | 桐生（群馬）              | 3-2                | 宇都宮工   | -             |
| 1952年（第34回大会）  | 35校     | 水戸商（3年ぶり4回目）    | 5-3                | 桐生       | 2回戦         |
| 1953年（第35回大会）  | 35校     | 宇都宮工（栃木）          | 2x-1 （延長11回）  | 宇都宮商   | -             |
| 1954年（第36回大会）  | 34校     | 水戸一（24年ぶり3回目）   | 4-1                | 桐生       | 1回戦         |
| 1955年（第37回大会）  | 35校     | 桐生（群馬）              | 5-0                | 水海道一   | -             |
| 1956年（第38回大会）  | 33校     | 足利工（栃木）            | 2-1 （延長21回）   | 藤岡       | -             |
| 1957年（第39回大会）  | 34校     | 土浦一（初出場）          | 6-1                | 高崎       | 2回戦         |
| 茨城大会              |          |                           |                    |            |               |
| 1958年（第40回大会）  | 34校     | 水戸商（6年ぶり5回目）    | 10-5               | 日立一     | 3回戦         |
| 東関東大会            |          |                           |                    |            |               |
| 1959年（第41回大会）  | 36校     | 下館一（初出場）          | 3-1                | 成東       | 1回戦         |
| 1960年（第42回大会）  | 36校     | 水戸商（2年ぶり6回目）    | 7-5                | 銚子商     | 1回戦         |
| 1961年（第43回大会）  | 36校     | 銚子商（千葉）            | 4-0                | 市銚子     | -             |
| 1962年（第44回大会）  | 37校     | 習志野（千葉）            | 7-5                | 市銚子     | -             |
| 茨城大会              |          |                           |                    |            |               |
| 1963年（第45回大会）  | 42校     | 水戸工（初出場）          | 8-7                | 水戸商     | 1回戦         |
| 東関東大会            |          |                           |                    |            |               |
| 1964年（第46回大会）  | 49校     | 千葉商（千葉）            | 4-1                | 成東       | -             |
| 1965年（第47回大会）  | 53校     | 銚子商（千葉）            | 9-0                | 日立一     | -             |
| 1966年（第48回大会）  | 55校     | 竜ヶ崎一（44年ぶり6回目） | 5-1                | 千葉商     | 2回戦         |
| 1967年（第49回大会）  | 56校     | 習志野（千葉）            | 8-0                | 竜ヶ崎一   | -             |
| 茨城大会              |          |                           |                    |            |               |
| 1968年（第50回大会）  | 58校     | 取手一（初出場）          | 3-0                | 日立工     | 1回戦         |
| 東関東大会            |          |                           |                    |            |               |
| 1969年（第51回大会）  | 60校     | 取手一（2年連続2回目）    | 1-0                | 土浦日大   | 2回戦         |
| 1970年（第52回大会）  | 60校     | 銚子商（千葉）            | 2x-1               | 成東       | -             |
| 1971年（第53回大会）  | 62校     | 銚子商（千葉）            | 12-1               | 竜ヶ崎一   | -             |
| 1972年（第54回大会）  | 68校     | 習志野（千葉）            | 2-0                | 銚子商     | -             |
| 茨城大会              |          |                           |                    |            |               |
| 1973年（第55回大会）  | 70校     | 取手一（4年ぶり3回目）    | 2-1                | 大宮       | 1回戦         |
| 1974年（第56回大会）  | 73校     | 土浦日大（初出場）        | 3-1                | 取手二     | 2回戦（初戦） |
| 1975年（第57回大会）  | 75校     | 竜ヶ崎一（9年ぶり7回目）  | 4-0                | 水戸一     | 1回戦         |
| 1976年（第58回大会）  | 75校     | 鉾田一（初出場）          | 2-0                | 土浦日大   | 2回戦（初戦） |
| 1977年（第59回大会）  | 78校     | 取手二（初出場）          | 3-2                | 土浦日大   | 2回戦         |
| 1978年（第60回大会）  | 82校     | 取手二（2年連続2回目）    | 7-1                | 鉾田一     | 1回戦         |
| 1979年（第61回大会）  | 83校     | 明野（初出場）            | 3-2                | 竜ヶ崎一   | 2回戦         |
| 1980年（第62回大会）  | 82校     | 江戸川学園（初出場）      | 9-0                | 下妻一     | 2回戦（初戦） |
| 1981年（第63回大会）  | 89校     | 取手二（3年ぶり3回目）    | 6-2                | 日立工     | 1回戦         |
| 1982年（第64回大会）  | 90校     | 鉾田一（6年ぶり2回目）    | 4-0                | 土浦日大   | 2回戦（初戦） |
| 1983年（第65回大会）  | 91校     | 茨城東（初出場）          | 6-3                | 水戸商     | 2回戦（初戦） |
| 1984年（第66回大会）  | 97校     | 取手二（3年ぶり4回目）    | 13-3               | 竜ヶ崎一   | 優勝          |
| 1985年（第67回大会）  | 100校    | 日立一（初出場）          | 8x-7               | 土浦三     | 3回戦         |
| 1986年（第68回大会）  | 103校    | 土浦日大（12年ぶり2回目） | 6-3                | 取手二     | 2回戦         |
| 1987年（第69回大会）  | 107校    | 常総学院（初出場）        | 7-2                | 竜ヶ崎一   | 準優勝        |
| 1988年（第70回大会）  | 108校    | 常総学院（2年連続2回目）  | 5-0                | 下妻一     | 2回戦         |
| 1989年（第71回大会）  | 107校    | 常総学院（3年連続3回目）  | 12-0               | 日立工     | 1回戦         |
| 1990年（第72回大会）  | 108校    | 竜ヶ崎一（15年ぶり8回目） | 5-1                | 水戸短大附 | 2回戦         |
| 1991年（第73回大会）  | 108校    | 竜ヶ崎一（2年連続9回目）  | 2x-1               | 藤代紫水   | 3回戦         |
| 1992年（第74回大会）  | 108校    | 常総学院（3年ぶり4回目）  | 3-2                | 日立工     | 2回戦（初戦） |
| 1993年（第75回大会）  | 108校    | 常総学院（2年連続5回目）  | 2-0                | 水戸商     | ベスト4       |
| 1994年（第76回大会）  | 108校    | 水戸商（34年ぶり7回目）   | 2-0                | 土浦日大   | ベスト8       |
| 1995年（第77回大会）  | 109校    | 水戸商（2年連続8回目）    | 3-2                | 竜ヶ崎一   | 1回戦         |
| 1996年（第78回大会）  | 109校    | 水戸短大附（初出場）      | 2-1                | 伊奈       | 2回戦         |
| 1997年（第79回大会）  | 109校    | 茨城東（14年ぶり2回目）   | 4-1                | 水戸商     | 2回戦（初戦） |
| 1998年（第80回大会）  | 110校    | 常総学院（5年ぶり6回目）  | 8-4                | 土浦日大   | ベスト8       |
| 1999年（第81回大会）  | 111校    | 水戸商（4年ぶり9回目）    | 6-5                | 土浦三     | 3回戦         |
| 2000年（第82回大会）  | 112校    | 水戸商（2年連続10回目）   | 5-3                | 常総学院   | 2回戦（初戦） |
| 2001年（第83回大会）  | 113校    | 常総学院（3年ぶり7回目）  | 8-5                | 藤代       | 2回戦         |
| 2002年（第84回大会）  | 115校    | 常総学院（2年連続8回目）  | 9-7                | 水戸商     | 3回戦         |
| 2003年（第85回大会）  | 115校    | 常総学院（3年連続9回目）  | 7-1                | 藤代       | 優勝          |
| 2004年（第86回大会）  | 113校    | 下妻二（初出場）          | 8-2                | 常総学院   | 1回戦         |
| 2005年（第87回大会）  | 114校    | 藤代（初出場）            | 2-1                | 波崎柳川   | 2回戦         |
| 2006年（第88回大会）  | 109校    | 常総学院（3年ぶり10回目） | 10-4               | 水戸桜ノ牧 | 1回戦         |
| 2007年（第89回大会）  | 106校    | 常総学院（2年連続11回目） | 8-3                | 常磐大高   | 2回戦（初戦） |
| 2008年（第90回大会）  | 106校    | 常総学院（3年連続12回目） | 3x-2 （延長10回）  | 霞ヶ浦     | 1回戦         |
| 2009年（第91回大会）  | 104校    | 常総学院（4年連続13回目） | 3-2                | 水戸桜ノ牧 | 1回戦         |
| 2010年（第92回大会）  | 103校    | 水城（初出場）            | 11-0               | 霞ヶ浦     | 2回戦（初戦） |
| 2011年（第93回大会）  | 102校    | 藤代（6年ぶり2回目）      | 6x-5               | 霞ヶ浦     | 2回戦（初戦） |
| 2012年（第94回大会）  | 103校    | 常総学院（3年ぶり14回目） | 3-0                | 水城       | 2回戦         |
| 2013年（第95回大会）  | 103校    | 常総学院（2年連続15回目） | 4x-2               | 霞ヶ浦     | ベスト8       |
| 2014年（第96回大会）  | 100校    | 藤代（3年ぶり3回目）      | 12-3               | 霞ヶ浦     | 1回戦         |
| 2015年（第97回大会）  | 101校    | 霞ヶ浦（初出場）          | 2-0                | 日立一     | 1回戦         |
| 2016年（第98回大会）  | 102校    | 常総学院（3年ぶり16回目） | 1-0                | 明秀日立   | ベスト8       |
| 2017年（第99回大会）  | 98校     | 土浦日大（31年ぶり3回目） | 10-9 （延長15回）  | 霞ヶ浦     | 1回戦         |
| 2018年（第100回大会） | 98校     | 土浦日大（2年連続4回目）  | 6-1                | 常総学院   | 1回戦         |
| 2019年（第101回大会） | 94校     | 霞ヶ浦（4年ぶり2回目）    | 14-0               | 常磐大高   | 1回戦         |
| 2020年（独自大会）    | 90校     | 4校1位（出場なし）        | （なし）           | -          | （中止）      |
| 2021年（第103回大会） | 90校     | 鹿島学園（初出場）        | 3-2                | 常総学院   | 1回戦         |
| 2022年（第104回大会） | 93校     | 明秀日立（初出場）        | 4x-2               | 土浦日大   | 3回戦         |
| 2023年（第105回大会） | 89校     | 土浦日大（5年ぶり5回目）  | 5-3                | 霞ヶ浦     | ベスト4       |
| 2024年（第106回大会） | 88校     | 霞ヶ浦（5年ぶり3回目）    | 9-3                | つくば秀英 | 3回戦         |
| 2025年（第107回大会） | 84校     | 明秀日立（3年ぶり2回目）  | 4-3 （延長10回TB） | 藤代       | 1回戦         |

- 1941年は県予選のみ実施
- 参加校数は日本高野連の発表に基づき連合チームを1校としてカウント

## 2020年夏季茨城県高等学校野球大会
第102回全国高等学校野球選手権大会が新型コロナウイルス感染症（COVID-19）の流行により、本大会と全ての地方大会が中止となった事に伴い、茨城県独自の代替大会として「2020年夏季茨城県高等学校野球大会」が7月11日から8月5日まで参加90チームで開催された。当初は8月4日に決勝の開催を予定していたが、7月下旬に雨天で試合を中止する日が続いたことから、8月5日に開催された準々決勝をもって打ち切りとなった。主催する茨城県高校野球連盟によると、勝ち残った4校は記録上、「1位」となる。
| 勝利     | スコア | 敗戦     |
| -------- | ------ | -------- |
| 水戸啓明 | 4 - 2  | 水海道二 |
| 霞ヶ浦   | 3 - 0  | 水城     |
| 土浦湖北 | 2 - 0  | 土浦日大 |
| 明秀日立 | 7 - 0  | 多賀     |

## テレビ・ラジオ中継
- NHK水戸放送局[3]は2004年10月からデジタル放送限定で総合テレビの県域放送を開始して以降、茨城県内向けに総合テレビ[4]で準決勝・決勝を生中継する[5]。
  - NHK放送センターも、他の関東各地区大会[6]の進捗状況によるがテレビ中継は決勝に限り、生中継または午後から録画中継で関東ブロック放送[7]される[8]。
    - 決勝が関東地方全域で放送されるため、決勝当日の午後の番組（『列島ニュース』『NHK地域局発』など）は関東地方での放送がなく、NHKプラスの配信でも南関東での放送を配信する関係上、当該日のみ配信されない（高校野球中継自体も、NHKプラス配信対象外）。

  - 2018年の第100回大会では、開会式は総合テレビで中継が行われた[9]。
  - 2022年までNHK-FMで準決勝・決勝を放送していた（2021年はラジオで決勝のみ放送）。
  - 2024年は準決勝の2試合をFMラジオで、決勝を総合テレビで中継する。
  - 2025年は決勝を総合テレビで中継する。

- LuckyFM茨城放送[10]は3回戦から決勝まで中継する。（かつては1回戦から中継を実施していた[11]が、中継規模の縮小後、2010年まで3回戦、2011年 - 2014年は4回戦から中継を行っていた。）

- 日立市のケーブルテレビ局JWAYでは、ひたちなか市民球場の全試合・日立市民球場の試合を生中継する（2007年までと2014年から）。2014年からは開会式と水戸市民球場で行われる準々決勝・準決勝も生中継。他に日立市内にある高校の試合を録画放送する。

- 土浦ケーブルテレビは土浦市営球場で行われる試合を生中継する（2013年までエリア内にある高校のみ）。2014年からは水戸市民球場の準々決勝・準決勝も放送（2014年は録画、2015年は生中継）。2016年は土浦市営球場が改修工事により試合を行わないため、水戸市民球場から開会式・1回戦から準決勝までの試合を生中継する[12]

- 茨城県には県域民放テレビ局が存在せず、スカイ・エーで2011年まで放送されていた地方大会決勝戦の中継は東京ケーブルネットワークが制作を担当した。

- 2011年は、同年に発生した東日本大震災で被害にあった茨城県の応援として、茨城県の一部地域（県南・鹿行など）で視聴可能である千葉テレビ放送でも決勝を録画中継で放送した[13]。実況は千葉テレビ放送独自のものであり、千葉大会の実況アナウンサーの1人である小笠原聖が担当した。スカイ・エーでも放送された。

- 2017年はバーチャル高校野球で準決勝以降が配信され、水戸市の映像制作会社インフ・ティーフォーの技術協力[14]、音声はLuckyFM茨城放送の実況を使用している。
- 2021年はテレビ中継がケーブルテレビのみだった。このようなケースは茨城大会だけである。
- 2023年以降はバーチャル高校野球で水戸市民球場以外も各ケーブルテレビの協力によって、大会全試合が実況付きで配信されるようになった。